# 組込みソフトウェア管理者・技術者育成研究会
非営利法人 組込みソフトウェア管理者・技術者育成研究会 (SESSAME: Society of Embedded Software Skill Acquisition for Managers and Engineers) は組込みソフトウェア技術者や管理者を育成するためのカリキュラムの整備、そしてその元になる方法論・ツールの開発に関する研究を行いっている。
賛助会員には、個人と団体の区別があり、以前より活動していたコミュニティ会員は、準会員という位置づけになっている。
また、特別会員として一般社団法人 スキルマネージメント協会がある。所在地は東京都中央区日本橋大伝馬町

## ETSS
組込みスキル標準について議論し、ガイドを作成し、IPA, 組み込みスキルマネージメント協会（現在のスキルマネージメント協会）に情報提供した。

## 教材・教育
技術者、管理者の教材を作成し、各地でセミナを実施している。最近では、状態遷移に関するセミナが盛況である。

## MISRA-C 研究会
MISRA-C研究会がWG4として活動している。
- 組込み開発者におくるMISRA-C―組込みプログラミングの高信頼化ガイド
- 組込み開発者におけるMISRA-C 組込みプログラミングの高信頼化ガイド

を編集している。